# Remco van der Veen (voetballer)
Remco van der Veen (Marum, 19 januari 1984) is een Nederlands voormalig voetballer die als doelman voor BV Veendam speelde.

## Carrière
Remco van der Veen speelde in de jeugd van SV Marum, Be Quick 1887, sc Heerenveen en BV Veendam. Hij was van 2005 tot 2010 reservekeeper van BV Veendam, waar hij één wedstrijd speelde. Dit was op 19 maart 2010, in de met 2-2 gelijkgespeelde uitwedstrijd tegen FC Emmen. Door een schouderblessure beëindigde hij zijn voetbalcarrière, en ging aan de slag als keeperstrainer van ONR en Harkemase Boys. Bij Harkemase Boys zat hij in 2017 en 2022 één wedstrijd op de bank als reservekeeper.

### Statistieken
| Seizoen                      | Club           | Land           | Competitie     | Competitie | Competitie | Beker | Beker | Totaal | Totaal |
| Seizoen                      | Club           | Land           | Competitie     | Wed.       | Dlp.       | Wed.  | Dlp.  | Wed.   | Dlp.   |
| ---------------------------- | -------------- | -------------- | -------------- | ---------- | ---------- | ----- | ----- | ------ | ------ |
| 2005/06                      | BV Veendam     | Nederland      | Eerste divisie | 0          | 0          | 0     | 0     | 0      | 0      |
| 2006/07                      | BV Veendam     | Nederland      | Eerste divisie | 0          | 0          | 0     | 0     | 0      | 0      |
| 2007/08                      | BV Veendam     | Nederland      | Eerste divisie | 0          | 0          | 0     | 0     | 0      | 0      |
| 2008/09                      | BV Veendam     | Nederland      | Eerste divisie | 0          | 0          | 0     | 0     | 0      | 0      |
| 2009/10                      | BV Veendam     | Nederland      | Eerste divisie | 1          | 0          | 0     | 0     | 1      | 0      |
| 2017/18                      | Harkemase Boys | Nederland      | Derde divisie  | 0          | 0          | 0     | 0     | 0      | 0      |
| Carrièretotaal               | Carrièretotaal | Carrièretotaal | Carrièretotaal | 1          | 0          | 0     | 0     | 1      | 0      |
| Bijgewerkt op 2 januari 2018 |                |                |                |            |            |       |       |        |        |